# Kosmos 613
Kosmos 613 (ros. Космос-613) – bezzałogowy lot kosmiczny w ramach programu Sojuz. Misja trwała 60 dni, zakończyła się lądowaniem 29 stycznia 1974, o godzinie 5:29 GMT. Miała na celu zbadanie stanu statku Sojuz po długim okresie na orbicie okołoziemskiej, w ramach przygotowań do misji do stacji kosmicznej Mir.